# Mitch Richmond
Mitchell James „Mitch” Richmond (ur. 30 czerwca 1965 w Fort Lauderdale) – amerykański koszykarz grający w lidze NBA na pozycji rzucającego obrońcy, mistrz olimpijski z Atlanty.
Mierzący 196 cm wzrostu koszykarz studiował na Kansas State University. Do NBA został wybrany z 5. numerem w drafcie 1988 przez Golden State Warriors. W tym samym roku brał udział w igrzyskach w Seulu (brązowy medal). W pierwszym sezonie został debiutantem roku.
W 1991 odszedł do Sacramento Kings, gdzie spędził najlepszy okres swej kariery. W latach 1993–1998 sześciokrotnie brał udział w meczu gwiazd, w 1995 został MVP tego spotkania.
W 1996 ponownie wziął udział w igrzyskach, tym razem jako zawodowiec i wywalczył złoty medal. W latach 1999–2001 był zawodnikiem Washington Wizards, sezon 2001/02 – swój ostatni – spędził w Los Angeles Lakers i z Jeziorowcami zdobył swój jedyny tytuł mistrzowski. W NBA rzucił ponad 20 000 punktów.
W 1996 wystąpił w filmie Eddie.

## Osiągnięcia

### NBA
- Mistrz NBA (2002)[8]
- 6-krotnie powoływany do udziału w meczu gwiazd NBA (1993–1998)[9]. Z powodu kontuzji nie wystąpił w 1993 roku[10].
- MVP meczu gwiazd NBA (1995)[11]
- Debiutant roku NBA (1989)[12]
- Wybrany do[13]:
  - I składu debiutantów NBA (1989)[14]
  - II składu NBA (1994, 1995, 1997)
  - III składu NBA (1996, 1998)
- 2–krotny zawodnik tygodnia NBA (24.03.1991, 26.01.1997)[15]
- 3-krotny debiutant miesiąca NBA (grudzień 1988, styczeń 1989, marzec 1989)[16]
- Klub Sacramento Kings zastrzegł należący do niego numer 2[17]
- Wybrany do Koszykarskiej Galerii Sław (Naismith Memorial Basketball Hall Of Fame – 2014)[18]

### Reprezentacja
- Mistrz olimpijski (1996)[1]
- Wicemistrz uniwersjady (1987)[19]
- Brązowy medalista olimpijski (1988)[2]